# Alla vigilia del Santo Natale del 1942

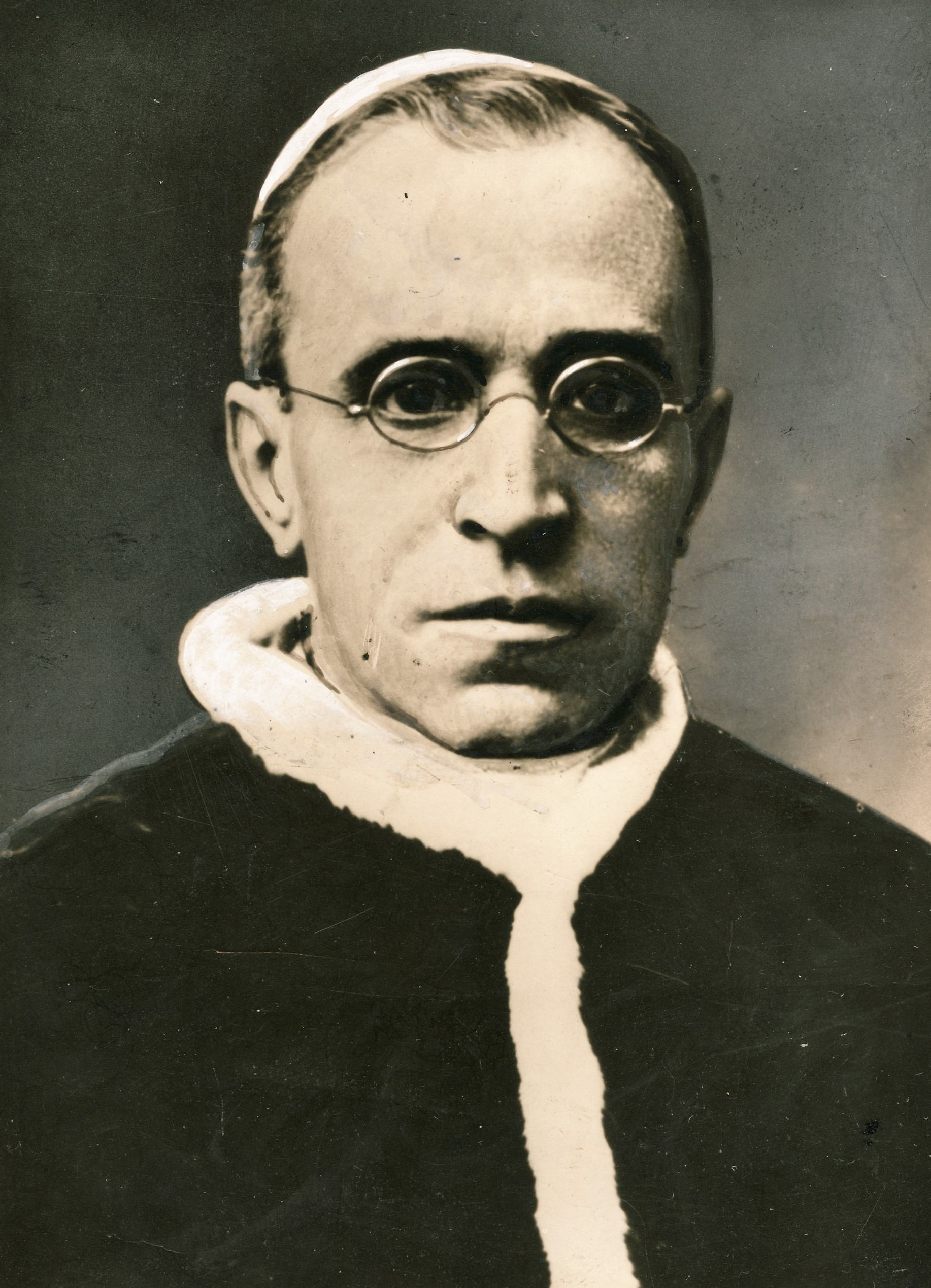
Ritratto di papa Pio XII, 3 marzo 1942.

Il radiomessaggio “Alla vigilia del Santo Natale” del 1942 fu il discorso pronunciato da papa Pio XII alla Radio Vaticana giovedì 24 dicembre 1942, a seguito dell'avvio del programma di soluzione finale della questione ebraica, da parte dei nazisti per sterminare gli ebrei d'Europa. Il papa denunciò lo sterminio delle persone sulla base della razza ma la chiarezza della denuncia e la sua eventuale efficacia sono tuttora una questione di dibattito accademico.

## Presupposti
Papa Pio XI, aveva ufficialmente espresso la viva preoccupazione della Chiesa cattolica per la politica del nazismo pubblicando l'enciclica Mit brennender Sorge, redatta eccezionalmente in lingua tedesca. 
Papa Ratti aveva inoltre in programma la pubblicazione di un'altra enciclica, la Humani generis unitas ("l'unità della razza umana"), che condannava in modo ancora più netto l'ideologia nazista della razza superiore. Tale enciclica venne completata ma mai firmata a causa della morte del pontefice.
Il suo successore, Pio XII, preferì non pubblicarla e, nella sua prima enciclica Summi Pontificatus (1939), si limitò a esprimere alcuni concetti generici circa l'attuale crisi spirituale e la diffusione delle «ideologie anticristiane». Papa Pacelli individuava gli errori della società moderna nel suo rifiuto di Dio, con la conseguente diffusione di un «paganesimo corrotto e corruttore» ma, tra le righe, già condannava ogni discriminazione razziale, affermando la «comune origine in Dio» di tutto il genere umano. Contemporaneamente, Pio XII adottò la via diplomatica per assistere i perseguitati durante la guerra. Per questo fu disprezzato da Hitler come un «amante degli ebrei».
Dal maggio del 1942, i nazisti avevano dato inizio al massacro sistematico degli ebrei con l'avvio della soluzione finale. La brutalizzazione della Chiesa cattolica in Polonia era in atto da tre anni. Tuttavia, il discorso natalizio del 1942 di papa Pio XII fu pronunciato in un momento in cui la guerra già stava cominciando a rivolgersi contro la Germania nazista. Hitler era avanzato nell'Unione Sovietica, ma a Stalingrado il suo esercito era stato circondato, decimato, affamato e stava per arrendersi, provocando il disastro del fronte orientale. Dopo le decisive vittorie nel Nord Africa e nella guerra aerea nel Nord Europa, la guerra volgeva in favore degli Alleati.

## Contenuto
Il messaggio natalizio del 1942 comprendeva 26 pagine e più di 5000 parole. La sua lettura impiegò più di 45 minuti.
La maggior parte del discorso verté genericamente sui diritti umani e la società civile. Secondo Rittner e Roth, «scegliendo sempre con cura le parole, Pio XII scrisse diverse bozze prima di esprimere esattamente ciò che voleva dire in quella particolare vigilia di Natale». Michael Phayer ha scritto che il discorso era «concepito per adattarsi al punto di vista delle circostanze, vale a dire, rivolgendosi ai principi e omettendo i particolari».
Il Papa affrontò i problemi delle persecuzioni razziali nei seguenti termini: 
Carol Rittner e John K. Roth hanno sottolineato: «tali parole, che rimangono uno dei punti chiave della controversia sull'Olocausto che continua a turbinare attorno a lui» arrivavano quasi alla fine del discorso. Sia Phayer che Rittner e Roth considerano inoltre dirimente che Pio XII non si sia rivolto agli autori o alle vittime per nome né abbia menzionato gli ebrei o l'antisemitismo.
Nel 2008, in occasione del 50º anniversario della morte di Pio XII, il papa tedesco Benedetto XVI ricordò che la voce del papa fosse «spezzata dall'emozione» mentre «deplorava la situazione» con un «chiaro riferimento alla deportazione e allo sterminio degli ebrei».

## Reazioni dei contemporanei
La reazione immediata al discorso fu generalmente positiva, con eccezione dei nazisti e delle vittime ebree in Polonia.
Un editoriale del New York Times definì Pio XII una «voce solitaria che grida dal silenzio di un continente». L'indagine globale di Phayer sulle fonti giornalistiche rileva che ogni documento trattante del discorso lo faceva in una luce positiva, sebbene nessuno di essi lo considerasse da prima pagina.
Altri furono più cauti nelle loro reazioni. Il vescovo Konrad von Preysing di Berlino concordava sul fatto che il messaggio si riferiva agli ebrei, ma non lo riteneva abbastanza specifico. I polacchi cattolici ritennero che il messaggio si riferisse alla loro situazione e avrebbero desiderato che il papa avesse identificato i tedeschi come colpevoli. Il governo polacco in esilio a Londra rimase insoddisfatto del messaggio, desiderando «una condanna papale più incisiva» che chiamasse per nome i colpevoli.
D'altro canto Mussolini commentò il radiomessaggio del 1942 con sarcasmo: «Il Vicario di Dio — cioè il rappresentante in terra del regolatore dell'universo — non dovrebbe mai parlare: dovrebbe restare tra le nuvole. Questo è un discorso di luoghi comuni che potrebbe agevolmente essere fatto anche dal parroco di Predappio». 
Il governo tedesco espresse disappunto per il messaggio natalizio e boicottò la messa della vigilia di Natale del papa. Il 27 dicembre 1942, il dipartimento Praga del RSHA riferì quanto segue riguardo alla trasmissione di Natale: «Il Papa ha ripudiato il nuovo ordine europeo nazionalsocialista... Sta praticamente accusando il popolo tedesco di ingiustizia nei confronti degli ebrei e si fa portavoce dei criminali di guerra ebraici».
Le critiche diplomatiche all'"autorità morale" del Vaticano, tuttavia, cessarono sostanzialmente per un anno intero, fino a quando, nel 1943, iniziarono le deportazioni degli ebrei italiani.

## Interpretazioni
L'approccio prudente di Pio XII è ancora oggetto di controversie. In gran parte dopo morte, Pio XII è stato criticato per non aver fatto abbastanza per prevenire quello che sarebbe stato successivamente definito l'"Olocausto" (l'assassinio sistematico degli ebrei d'Europa da parte dei nazisti) e di essere rimasto in silenzio di fronte a esso. Il discorso di Natale del 1942 è significativo per la luce che getta sul dibattito accademico in corso sulle politiche del tempo di guerra di Pio XII in risposta all'Olocausto.
Nel 2000, Michael Phayer minimizzò la presa di posizione del Papa, scrivendo che «il discorso radiofonico di Papa Pio conteneva ventisette parole sull'Olocausto su ventisei pagine di testo».
Nel 2008, invece, Phayer concordò sul fatto che il discorso del 1942 denunciasse il genocidio ("Pio ha parlato"): «sebbene la parola genocidio non fosse stata coniata prima del 1944, Pio XII denunciò ciò che oggi comunemente intendiamo come genocidio». Phayer afferma di aver cambiato opinione dopo l'invito di Michael Marrus a partecipare a una conferenza dell'Università di Toronto sull'Olocausto e i Paesi Bassi. Phayer cita ora il discorso natalizio come prova della «adattabilità piuttosto che della rigidità uniforme del Vaticano negli anni dell'Olocausto. La Santa Sede era alla ricerca di una nuova strada per la politica papale». Sostiene che gli storici (incluso lui stesso) siano stati «troppo sprezzanti nei confronti del radiomessaggio del 1942».
Tuttavia, continua a sostenere che «non è ancora chiaro a chi si riferisca il genocidio o a quale genocidio si riferisca, e non possiamo fare altro che speculare sul perché ha parlato». Inoltre, la sua triste valutazione della «passività essenziale del Vaticano nella raccolta e diffusione delle informazioni sul genocidio» non risulta che sia cambiata e che «Pio non parlò mai più».
Per l'eminente storico dell'Olocausto, Sir Martin Gilbert, l'ufficio principale della sicurezza del Reich, che chiamò Pio XII un "portavoce" degli ebrei in risposta al suo discorso di Natale, è una chiara prova che Pacelli fu uno che alzò la voce per le vittime del terrore nazista. Questo punto di vista è condiviso da studiosi come David G. Dalin (autore di La leggenda nera del papa di Hitler, Piemme 2007).
Secondo Rittner e Roth, invece, il discorso rimane un «parafulmine nei dibattiti su Pio XII e l'Olocausto" e la sua interpretazione rimane «instabile e inquietante».
Secondo l'Encyclopædia Britannica, le rappresentazioni del Papa come antisemite o indifferenti all'olocausto nazista mancano di prove credibili; la sua «più forte dichiarazione contro il genocidio fu considerata inadeguata dagli Alleati, ma in Germania venne considerato un simpatizzante degli alleati che aveva violato la propria politica di neutralità».